# جنک تسون
جنک تُسون (ترکی استانبولی: Cenk Tosun؛ زادهٔ ۷ ژوئن ۱۹۹۱) بازیکن فوتبال اهل ترکیه است.
از باشگاه‌هایی که در آن بازی کرده‌است می‌توان به آینتراخت فرانکفورت، غازی عینتاب‌اسپور، بشیکتاش، اورتون و کریستال پالاس اشاره کرد. وی هم اکنون بازیکن تیم پرسپولیس است
وی همچنین در بازی دوستانه برابر تیم ملی فوتبال ایران در تاریخ ۲۸ می ۲۰۱۸ که در ورزشگاه باشاک شهیر و با برتری ۲-۱ تیم ملی فوتبال ترکیه به پایان رسید؛ هر دو گل تیمش را به ثمر رساند.